# Probainognathus
Probainognathus es un  género extinto de terápsidos cinodontos carnívoros que existió durante el Triásico Superior en América del Sur. Este animal tenía una articulación escamosal-mandíbulo-craneal incipiente, lo cual constituye un característica anatómica de los mamíferos. Algunos dientes muy similares procedentes de Europa fueron descritos con el nombre Lepagia.
Se conocen alrededor de tres docenas de especímenes de esta criatura que medía solamente unos 10 cm de longitud. Dos cráneos, incluyendo el holotipo, fueron hurtados de la Universidad de La Rioja, Argentina, en febrero de 1994, junto a dos holotipos de Probelesodon (P. lewisi  y P. minor).